# Johanniskirchen
Johanniskirchen è un comune tedesco di 2 468 abitanti, situato nel land della Baviera.

## Geografia fisica
Johanniskirchen si trova nella Regione del Landshut nel piccolo Sulzbachtal, a circa 13 km a nord da Pfarrkirchen, a 18 km a nord-ovest da Bad Birnbach, a 23 km a sud-ovest di Vilshofen, 24 km a sud di Osterhofen e 32 km a sud est di Landau. La stazione ferroviaria più vicina è a Pfarrkirchen.

## Storia
I primi documenti che testimoniano l'esistenza di Johanniskirchen come comunità autonoma risalgono al 1130. Nel corso delle riforme dell'amministrazione locale del regno di Baviera venne dichiarata città con editto del 1818.

## Economia
A Johanniskirchen è diffusa soprattutto la lavorazione artigianale del legno e del metallo. Vi sono molte attività che operano nel settore manifatturiero e molte aziende agricole: queste ultime erano, al 1999, ben 151 su una superficie agricola di 2158 ettari, di cui 1471 ettari a seminativo.